# Lanceoppia tasmanica
Lanceoppia tasmanica är en kvalsterart som beskrevs av Sandór Mahunka 1989. Lanceoppia tasmanica ingår i släktet Lanceoppia och familjen Oppiidae. Inga underarter finns listade i Catalogue of Life.